# ЖНБЛ в сезоне 1991
Сезон ЖНБЛ 1991 — 11-й сезон женской национальной баскетбольной лиги, по окончании которого чемпионом, в первый раз, стала команда «Хобарт Айлендерс».
В регулярном чемпионате приняло участие двенадцать команд, на одну меньше, чем в прошлом. В межсезонье была ликвидирована команда «Коберг Кугэрз». Регулярный чемпионат в этом сезоне стартовал 19 апреля, а завершился 25 августа, MVP которого была признана форвард клуба «Мельбурн Тайгерс», Джоанн Меткалф. Тренер клуба «Канберра Кэпиталз», Джерри Ли, был признан тренером года, Мишель Броган из клуба «Норланга Тайгерс» — лучшим молодым игроком года. Официально сезон 1991 года закончился 14 сентября, когда команда «Хобарт Айлендерс»[a] обыграла в финальной игре клуб «Нанавадинг Спектрес»[b] со счётом 67:64, а MVP финала была признана защитник «Айлендерс» Робин Мар.

## Регулярный чемпионат
И = Игр, В = Выигрышей, П = Поражений, П% = Процент выигранных матчей
| Регулярный сезон |                               |    |    |    |      |
| #                | Команда                       | И  | В  | П  | П%   |
| 1                | Хобарт Айлендерс              | 22 | 18 | 4  | 81,8 |
| 2                | Нанавадинг Спектрес           | 22 | 18 | 4  | 81,8 |
| 3                | Перт Брейкерс                 | 22 | 15 | 7  | 68,2 |
| 4                | Норт-Аделаида Рокетс          | 22 | 13 | 9  | 59,1 |
| 5                | Канберра Кэпиталз             | 22 | 12 | 10 | 54,5 |
| 6                | Буллин Бумерс                 | 22 | 11 | 11 | 50,0 |
| 7                | Мельбурн Тайгерс              | 22 | 11 | 11 | 50,0 |
| 8                | Австралийский институт спорта | 22 | 10 | 12 | 45,5 |
| 9                | Сидней Брюинз                 | 22 | 10 | 12 | 45,5 |
| 10               | Брисбен Блэйзерс              | 22 | 9  | 13 | 40,9 |
| 11               | Норланга Тайгерс              | 22 | 5  | 17 | 22,7 |
| 12               | Уэст-Аделаида Беаркэтс        | 22 | 0  | 22 | 0,0  |

## Финалы
| Полуфиналы      | Полуфиналы           | Полуфиналы |  |          | Предварительный финал | Предварительный финал    | Предварительный финал    |                          |                           | Большой финал             | Большой финал             | Большой финал |
| --------------- | -------------------- | ---------- |  | -------- | --------------------- | ------------------------ | ------------------------ | ------------------------ | ------------------------- | ------------------------- | ------------------------- | ------------- |
|                 |                      |            |  |          |                       |                          |                          |                          |                           |                           |                           |               |
| 29 августа 1991 |                      |            |  |          |                       |                          |                          |                          |                           |                           |                           |               |
| 1               | Хобарт Айлендерс     | 73         |  |          |                       |                          |                          |                          |                           |                           |                           |               |
| 2               | Нанавадинг Спектрес  | 78         |  |          |                       |                          |                          |                          |                           |                           |                           |               |
|                 |                      |            |  |          | 5 сентября 1991       | 5 сентября 1991          | 5 сентября 1991          |                          | 14 сентября 1991          | 14 сентября 1991          |                           |               |
|                 |                      |            |  |          | 1                     | Хобарт Айлендерс         | 74                       |                          | 2                         | Нанавадинг Спектрес       | 64                        |               |
|                 |                      |            |  |          | 3                     | Перт Брейкерс            | 61                       |                          |                           | 1                         | Хобарт Айлендерс          | 67            |
| 29 августа 1991 |                      |            |  |          |                       |                          |                          |                          |                           |                           |                           |               |
| 3               | Перт Брейкерс        | 82         |  |          |                       |                          |                          |                          |                           |                           |                           |               |
| 4               | Норт-Аделаида Рокетс | 72         |  | Легенда: | Легенда:              | Посев победившей команды | Посев победившей команды | Посев победившей команды | Посев проигравшей команды | Посев проигравшей команды | Посев проигравшей команды |               |

## Лидеры сезона по средним показателям за игру
| Показатель                       | Игрок           | Команда             | Всего   | Игры | В среднем |
| -------------------------------- | --------------- | ------------------- | ------- | ---- | --------- |
| Очков в среднем за игру          | Джоанн Меткалф  | Мельбурн Тайгерс    | 479     | 22   | 21,8      |
| Подборов в среднем за игру       | Дебби Слиммон   | Буллин Бумерс       | 279     | 22   | 12,7      |
| Передач в среднем за игру        | Мишель Лэндон   | Сидней Флэймз       | 158     | 22   | 7,2       |
| Перехватов в среднем за игру     | Мишель Тиммс    | Перт Брейкерс       | 79      | 22   | 3,6       |
| Блок-шотов в среднем за игру     | Дженни Уиттл    | АИС                 | 57      | 22   | 2,6       |
| Процент точных бросков с игры    | Люсиль Хэмилтон | Нанавадинг Спектрес | 117/201 | 22   | 58,2      |
| Процент точных 3-очковых бросков | Дебби Блэк      | Хобарт Айлендерс    | 21/49   | 22   | 42,9      |
| Процент точных штрафных бросков  | Салли Филлипс   | АИС                 | 52/57   | 22   | 91,2      |

## Награды по итогом сезона
- Самый ценный игрок женской НБЛ: Джоанн Меткалф, Мельбурн Тайгерс
- Самый ценный игрок финала женской НБЛ: Робин Мар, Хобарт Айлендерс
- Лучший молодой игрок женской НБЛ: Мишель Броган, Норланга Тайгерс
- Лучший оборонительный игрок женской НБЛ: Ким Фоли, Хобарт Айлендерс
- Лучший снайпер женской НБЛ: Джоанн Меткалф, Мельбурн Тайгерс
- Тренер года женской НБЛ: Джерри Ли, Канберра Кэпиталз

- Сборная всех звёзд женской НБЛ:
  - З Мишель Тиммс (Перт Брейкерс)
  - З Вики Дэлди (Норт-Аделаида Рокетс)
  - Ф Шелли Горман (Нанавадинг Спектрес)
  - Ф Джоанн Меткалф (Мельбурн Тайгерс)
  - Ф Саманта Торнтон (Нанавадинг Спектрес)

## Комментарии
- a  В основном источнике по теме команда называется «Тасмания Айлендерс» или «Тасси Айлендерс», прозвище этого австралийского штата по аббревиатуре[1], хотя в ряде других источников её именуют «Хобарт Айлендерс» по месту дислокации клуба[2].
- b  В основном источнике по теме команда называется «Нанавадинг Спектрес»[1], хотя в ряде других источников её именуют «Мельбурн-Ист Спектрес»[3].